# Усман туксаба
Усман туксаба (Усман Урус) — беглый русский урядник Сибирского казачьего войска, оставшийся известным в бухарской истории по имени Усман.
В Средней Азии принял ислам и имел гарем из мусульманок.
Обучал сарбазов в Кокандском ханстве. В 1865 году попал в плен к бухарскому эмиру, командовал частью бухарского войска.
В 1868 году участвовал в сражениях на возвышенности Чупан-ата и на Зерабулакских высотах.
Бухарская регулярная армия европейского типа начала создаваться в 1837 году при эмире Насрулле, а новые реформы были проведены в 60-х годах XIX века под руководством Усмана туксабы.
Усман туксаба в 1870 году был казнён эмиром в Чиракчи «за развратный образ жизни». На самом деле он был ярым противником заключения мира с Российской империей, старался препятствовать этому поддерживая мятежного сына эмира Сеид Абдумалика и не соглашался идти с войском эмира против его старшего сына.